# Istanbul-Conventie
Het Verdrag van de Raad van Europa inzake het voorkomen en bestrijden van geweld tegen vrouwen en huiselijk geweld, in Nederlandstalige media en literatuur algemeen bekend als de Istanbul-Conventie (of soms Verdrag van Istanbul), is een mensenrechtenverdrag van de Raad van Europa (RvE) tegen geweld tegen vrouwen en huiselijk geweld dat werd opengesteld voor ondertekening op 11 mei 2011 te Istanbul. Het verdrag streeft naar de preventie van geweld, de bescherming van (potentiële) slachtoffers en "naar het beëindigen van de straffeloosheid van de daders". Per maart 2019 hebben 46 landen en de Europese Unie de Conventie ondertekend. Op 12 maart 2012 was Turkije het eerste land dat de Conventie ratificeerde, gevolgd door 33 andere landen van 2013 tot 2019 (Albanië, Andorra, België, Bosnië en Herzegovina, Cyprus, Denemarken, Duitsland, Estland, Finland, Frankrijk, Georgië, Griekenland, Ierland, IJsland, Italië, Kroatië, Luxemburg, Malta, Monaco, Montenegro, Nederland, Noord-Macedonië, Noorwegen, Oostenrijk, Polen, Roemenië, Portugal, San Marino, Servië, Slovenië, Spanje, Zweden en Zwitserland). De Conventie trad op 1 augustus 2014 in werking. Turkije heeft het verdrag op 20 maart 2021 verlaten,  maar in 2022 traden Moldavië, Oekraïne en het Verenigd Koninkrijk juist weer toe.

## Geschiedenis
De Raad van Europa heeft sinds de jaren 1990 een reeks initiatieven genomen ter bevordering van de bescherming van vrouwen tegen geweld. Deze initiatieven hebben op 30 april 2002 geleid tot de aanname van aanbeveling Rec(2002)5 van het Comité van Ministers van de Raad van Europa aan de lidstaten betreffende de bescherming van vrouwen tegen geweld en van 2006 tot 2008 het voeren van een Europabrede campagne ter bestrijding van geweld tegen vrouwen, inclusief huiselijk geweld. De Parlementaire Vergadering van de Raad van Europa heeft ook een scherpe politieke houding ingenomen tegen alle vormen van geweld tegen vrouwen in een aantal resoluties en aanbevelingen die opriepen tot juridisch bindende normen ter preventie van, bescherming tegen en bestraffing van de ernstigste en meestvoorkomende vormen van gendergerelateerd geweld.
Op 20 juli 2020 zei de Poolse regering dat ze het verdrag wilde opzeggen omdat het niet zou passen bij de Poolse waarden. Duizenden vrouwen demonstreerden in Warschau en elders tegen het voornemen, maar op 26 juli kondigde Justitieminister Zbigniew Ziobro aan dat Polen de de-ratificatie van het verdrag zou inzetten. Hij noemde het verdrag eerder al "een feministische uitvinding om homo-ideologie te rechtvaardigen".
Op 28 juli dat jaar gaf Turkije aan het verdrag mogelijk op te willen zeggen omdat het families uit elkaar zou halen. Het zou er voor zorgen dat de genderrollen in de relaties tussen mannen en vrouwen verloren gaan. Er ontstond een felle discussie in Turkije en vele protesten tegen het plan om uit het verdrag te stappen. De regerende AKPartij wil een aangepaste versie van de conventie maken. De gedoogpartij MHP vindt dat de regering eerst grondig alle argumenten moet afwegen voor dat het uit het verdrag stapt. Het debat beroert ook conservatieve kringen onderling, met uithalen van de islamitisch-conservatieve krant Yeni Akit tegen de aan AKP gelieerde vrouwenorganisatie KADEM, die de Conventie steunt. Turkije, dat in 2012 de eerste ondertekenaar van het verdrag was, stapte op 20 maart 2021 definitief uit de Istanbul-Conventie met ingang van 1 juli 2021. Vanuit conservatieve hoek was al langere tijd kritiek over de inhoud van het akkoord. Zo zou het afbreuk doen aan Turkse normen en waarden over familie en daardoor juist geweld in de hand werken. Ook vinden critici dat het principe van gendergelijkheid in het verdrag homoseksualiteit promoot.
Op 14 oktober 2021 ratificeerde het parlement van Moldavië de Istanbul-Conventie; deze trad in werking op 1 mei 2022. Oekraïne ondertekende het verdrag al in 2011, maar in 2016 stemde een meerderheid van het parlement nog tegen ratificatie, onder meer omdat verschillende kerken en conservatieve politici moeite hadden met de tekst. Oekraïnes wetgeving op het gebied van geweld tegen vrouwen en huiselijk geweld was tot dusver relatief zwak en de straffen laag. Oekraïense activisten voerden jarenlang campagne voor betere bescherming van mensenrechten en ijverden voor ratificatie van de Conventie als middel om dat doel te bereiken. De wens van de Oekraïense regering om aan te sluiten bij de Europese Unie en steun te krijgen tegen de Russische invasie van Oekraïne in 2022 (waarin veel huiselijk en seksueel geweld tegen burgers werd gepleegd in de door Rusland bezette gebieden) waren meewegende redenen om het verdrag uiteindelijk te ratificeren. Op 18 juni 2022 diende president Volodymyr Zelensky een wetsvoorstel in om de Istanbul-Conventie te ratificeren; twee dagen later keurde de Verchovna Rada de ratificatie goed met 259 stemmen tegen 8. Oekraïne diende zijn instrument van ratificatie op 18 juli 2022 in, zodat de Conventie in Oekraïne in werking zal treden op 1 november 2022. Het Verenigd Koninkrijk zijn instrument van ratificatie drie dagen later op 18 juli 2022 in, zodat de Conventie in het VK in werking zal treden op 1 november 2022.

## Inhoud
De gelijkelijk authentieke versies van de Conventie zijn geschreven in het Engels en het Frans (Artikel 81), de twee officiële talen van de Raad van Europa. Officiële vertalingen van de authentieke versies zijn beschikbaar in de nationale talen van de lidstaten, inclusief het Nederlands.
Preambule

Hoofdstuk I: doelstellingen, begripsomschrijvingen, gelijkheid en non-discriminatie, algemene verplichtingen (Artikel 1 t/m 6)

Hoofdstuk II: integraal beleid en gegevens verzamelen (Artikel 7 t/m 11)

Hoofdstuk III: preventie (Artikel 12 t/m 17)

Hoofdstuk IV: bescherming en ondersteuning (Artikel 18 t/m 28)

Hoofdstuk V: materieel recht (Artikel 29 t/m 48)

Hoofdstuk VI: onderzoek, vervolging, procesrecht en beschermende maatregelen (Artikel 49 t/m 58)

Hoofdstuk VII: migratie en asiel (Artikel 59 t/m 61)

Hoofdstuk VIII: internationale samenwerking (Artikel 62 t/m 65)

Hoofdstuk IX: toezichtsmechanisme (Artikel 66 t/m 70)

Hoofdstuk X: verhouding tot andere internationale instrumenten (Artikel 71)

Hoofdstuk XI: wijzigingen van het verdrag (Artikel 72)

Hoofdstuk XII: slotbepalingen (Artikel 73 t/m 81)

Bijlage: Voorrechten en immuniteiten (bij artikel 66)

### Belangrijkste bepalingen
De Istanbul-Conventie is het eerste juridisch bindende instrument dat "een allesomvattend juridisch kader met bijbehorende aanpak creëert om geweld tegen vrouwen te bestrijden" en zich richt op het voorkomen van huiselijk geweld, het beschermen van slachtoffers en het vervolgen van verdachten.
De Conventie beschouwt geweld tegen vrouwen als een mensenrechtenschending en een vorm van discriminatie (Art.3(a)). Landen dienen due diligence te hanteren bij het voorkomen van geweld, beschermen van slachtoffers en vervolgen van daders (Art. 5). De Conventie bevat ook een definitie van gender: voor de toepassing van het verdrag wordt gender in Artikel 3(c) gedefinieerd als "de maatschappelijk bepaalde rollen, gedragingen,
activiteiten en eigenschappen die in een maatschappij passend worden geacht voor vrouwen en mannen". Bovendien stelt het verdrag een reeks misdrijven vast die als geweld tegen vrouwen worden beschouwd. Staten die de Conventie ratificeren moeten verscheiden misdrijven strafbaar stellen, waaronder: psychologisch geweld (Art.33); stalking (Art.34); fysiek geweld (Art.35); seksueel geweld zoals verkrachting en 'het zonder wederzijds goedvinden (consent) plegen van andere seksuele handelingen met een persoon' of anderen ertoe te dwingen seksuele handelingen te plegen met derden (Art.36), huwelijksdwang (Art.37); vrouwelijke genitale verminking (Art.38), gedwongen abortus en gedwongen sterilisatie (Art.39). De Conventie verklaart dat seksuele intimidatie 'onderworpen is aan strafrechtelijke of andere juridische sancties' (Art. 40). De Conventie bevat ook een artikel dat misdrijven strafbaar stelt die worden gepleegd 'in het kader van de zogenaamde "eer"' (Art. 42).

### Monitoringmechanisme GREVIO
De Conventie bepaalt dat een onafhankelijk deskundig orgaan, de Group of Experts on Action against Violence against Women and Domestic Violence (GREVIO), de implementatie van de Conventie monitort. De leden van GREVIO worden verkozen door de deelnemende staten; afhankelijk van het aantal deelnemende staten wordt het orgaan gevuld door tussen de tien en vijftien leden.
De eerste tien leden werden verkozen in 2014: voorzitter Feride Acar (Turkije), eerste vice-voorzitter Marceline Naudi (Malta), tweede vice-voorzitter Simona Lanzoni (Italië) en leden Biljana Brankovic (Servië), Françoise Brie (Frankrijk), Gemma Gallego (Spanje), Helena Leitao (Portugal), Rosa Logar (Oostenrijk), Iris Luarasi (Albanië) en Vesna Ratkovic (Montenegro).
In 2018 werden er nog extra leden verkozen: Per Arne Håkansson (Zweden), Sabine Kräuter-Stockton (Duitsland), Vladimer Mkervalishvili (Georgië), Rachel Eapen Paul (Noorwegen) en Aleid van den Brink (Nederland).